# Třesov
Třesov (in tedesco Trzesow) è un comune ceco situato nel distretto di Třebíč, nella regione di Vysočina.